# Richard Curtis

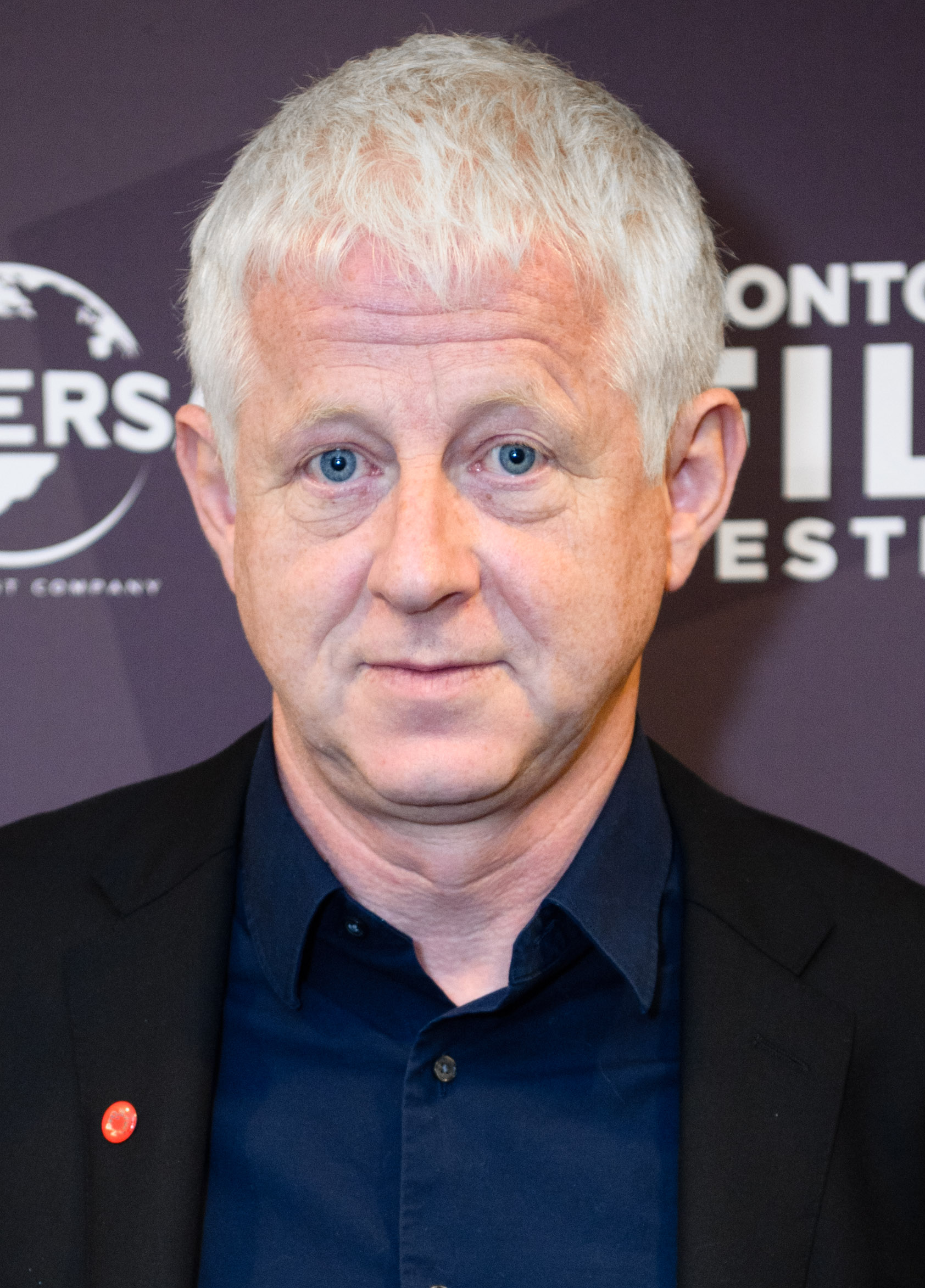
Richard Curtis (2016)

Richard Whalley Anthony Curtis (Wellington (Nieuw-Zeeland), 8 november 1956) is een Brits komediescriptschrijver en is bekend geworden door televisieseries als Blackadder, The Vicar of Dibley en de films Four Weddings and a Funeral en Notting Hill. In 2003 regisseerde hij zijn eerste film, Love Actually, met veel bekende Engelse acteurs/actrices in de hoofdrollen. Hij stond ook mede aan de basis van Mr. Bean.
Curtis studeerde aan de Universiteit van Oxford.
Hij schreef samen met Philip Pope van de Hee Bee Gee Bees het nummer Meaningless Songs (B-kant: Posing in the Moonlight) dat in 1980 werd uitgebracht. Dit was een parodie op de hits die de Bee Gees uitbrachten.
Hoewel Curtis geregeld genomineerd is voor Oscars voor zijn scenario's en regies, won hij er nooit een. In 2024 kreeg hij een ere-Oscar voor zijn oeuvre die hem, met een hilarische toespraak, werd uitgereikt door Hugh Grant.
Richard Curtis is getrouwd met de tv-presentatrice Emma Freud, een achterkleindochter van de beroemde psychiater Sigmund Freud.

## Filmografie (film)

### Scenarioschrijver
- 1989 - The Tall Guy
- 1994 - Four Weddings and a Funeral
- 1997 - Bean: The Ultimate Disaster Movie
- 1999 - Notting Hill
- 2001 - Bridget Jones's Diary
- 2004 - Bridget Jones: The Edge of Reason
- 2011 - War Horse
- 2014 - Trash
- 2019 - Yesterday

### Regisseur
- 2003 - Love Actually
- 2009 - The Boat That Rocked
- 2013 - About Time

- Bibsys: 90822189
- Biblioteca Nacional de España: XX1092776
- Bibliothèque nationale de France: cb135521127 (data)
- Catàleg d'autoritats de noms i títols de Catalunya: 981058616894506706
- CiNii: DA12057490
- Gemeinsame Normdatei: 121856836
- International Standard Name Identifier: 0000 0001 2127 5298
- Library of Congress Control Number: no96044673
- Nationale Bibliotheek van Letland: 000278925
- MusicBrainz: 611ff4a8-2cef-4356-92fc-692d3a0de272
- Bibliotheek van het Japanse parlement: 00437053
- Nationale Bibliotheek van Tsjechië: xx0034115
- Nationale bibliotheek van Australië: 42424852
- Nationale Bibliotheek van Israël: 987007334885405171
- Nationale Bibliotheek van Polen: a0000001130360
- Nederlandse Thesaurus van Auteursnamen: 173731503
- LIBRIS: 307538
- SNAC: w68k8bmd
- Système universitaire de documentation: 057698325
- Trove: 1457920
- Virtual International Authority File: 34622501
- WorldCat: E39PBJwMBKVg3HBXwbcxdpDpfq